# Kosyn
Kosyn (ukrainisch Козин; russisch Козин Kosin, polnisch Kozin) ist eine Siedlung städtischen Typs in der ukrainischen Oblast Kiew mit etwa 3500 Einwohnern (stand: 2024).

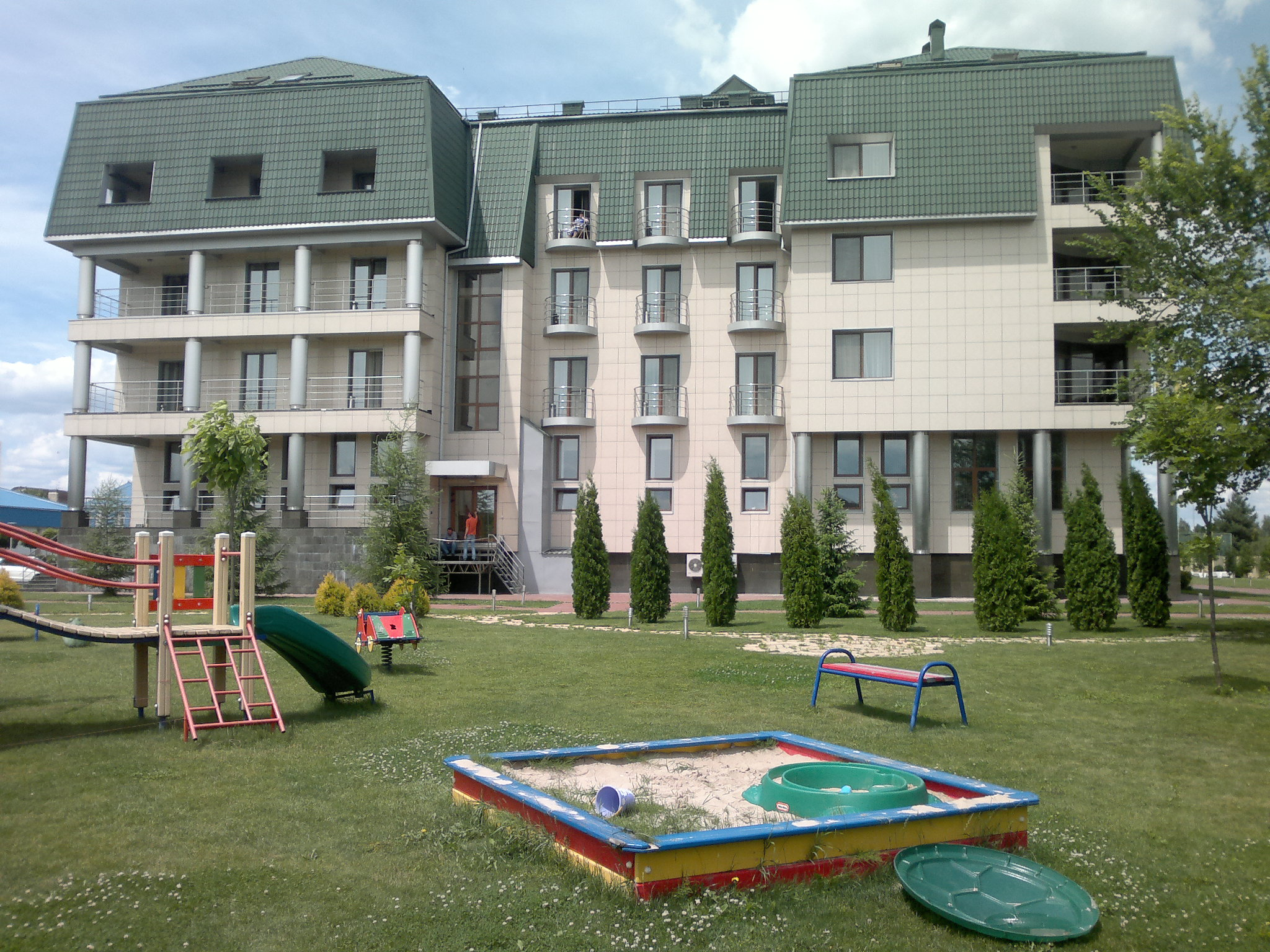
Wohngebäude im Ort

Kosyn liegt im Rajon Obuchiw an einem Seitenarm des Dnepr 30 km südlich des Stadtzentrums von Kiew, 10 km nördlich vom Rajonzentrum Obuchiw und 11 km nordwestlich der Stadt Ukrajinka. Durch die Ortschaft verläuft die Regionalstraße P–1. 
Kosyn wurde im 11. Jahrhundert erstmals schriftlich erwähnt und besitzt seit 1958 den Status einer Siedlung städtischen Typs.

## Verwaltungsgliederung
Am 12. Juni 2020 wurde die Siedlung zum Zentrum der neugegründeten Siedlungsgemeinde Kosyn (Козинська селищна громада/Kosynska selyschtschna hromada). Zu dieser zählen die 12 in der untenstehenden Tabelle aufgelisteten Dörfer, bis dahin bildete sie die gleichnamige Siedlungratsgemeinde Kosyn (Козинська селищна рада/Kosynska selyschtschna rada) im Norden des Rajons Obuchiw.
Folgende Orte sind neben dem Hauptort Kosyn Teil der Gemeinde:
| Name                     | Name              | Name                                        |
| ukrainisch transkribiert | ukrainisch        | russisch                                    |
| ------------------------ | ----------------- | ------------------------------------------- |
| Beresowe                 | Березове          | Берёзовое (Berjosowoje)                     |
| Kapustjana               | Капустяна         | Капустяная (Kapustjanaja)                   |
| Konjuscha                | Конюша            | Конюша                                      |
| Krenytschi               | Креничі           | Креничи (Krenitschi)                        |
| Mali Dmytrowytschi       | Малі Дмитровичі   | Малые Дмитровичи (Malyje Dmitrowitschi)     |
| Nowi Besradytschi        | Нові Безрадичі    | Новые Безрадичи (Nowyje Besraditschi)       |
| Paraschtschyna           | Паращина          | Паращина (Paraschtschina)                   |
| Pidhirzi                 | Підгірці          | Подгорцы (Podgorzy)                         |
| Romankiw                 | Романків          | Романков (Romankow)                         |
| Stari Besradytschi       | Старі Безрадичі   | Старые Безрадичи (Staryje Besraditschi)     |
| Tarassiwka               | Тарасівка         | Тарасовка (Tarassowka)                      |
| Welyki Dmytrowytschi     | Великі Дмитровичі | Великие Дмитровичи (Welikije Dmitrowitschi) |